# آندره آ باگیولی
آندره آ باگیولی (انگلیسی: Andrea Bagioli؛ زادهٔ ۲۳ مارس ۱۹۹۹ ‏(۲۵ سال)) دوچرخه‌سوار اهل ایتالیا است.
از باشگاه‌هایی که در آن بازی کرده‌است می‌توان به تیم کوئیک‌استپ فلورز، تیم یوای‌ئی امارات، و تیم لیدل–ترک اشاره کرد.